# Liste von Durchhäusern in Wien
Die folgende Liste enthält eine Tabelle von Durchhäusern in Wien. Dabei wurden nur vor 1920 entstandene Gebäude bzw. Passagen wo mindestens ein Gebäudeteil vor 1920 entstanden ist, berücksichtigt. Auch nicht berücksichtigt sind Passagen, deren Zugang beschränkt (Hotels, Restaurants, Geschäfte etc., aber auch z. B. das Wiener Rathaus) oder nicht mehr benutzbar ist. In fast allen Fällen sind die Zugänge nur tagsüber geöffnet.
Die Liste ist in vier Rubriken eingeteilt:
- Größere Baukomplexe, die einen ganzen Häuserblock ausfüllen und mehrere Höfe sowie mehrere Eingänge zu angrenzenden Straßen haben
- Passagen durch ein einzelnes Gebäude. Diese führen durch einen Hof oder auch durch eine Ladenpassage. Dies sind Durchhäuser im engeren Sinn.
- Solche Passagen können auch durch mehrere Gebäude führen, oft in der Form, dass zwei Hinterhöfe ineinander übergehen. Typisch sind auch nachträglich geöffnete Passagen, nachdem ein moderneres an ein älteres Gebäude angebaut wurde. In einem Fall (Raimundhof) wurde das ältere Haus neu fassadiert und an das neuere angepasst, so dass es wie ein Gebäude wirkt.
- Einfache Durchgänge oder -fahrten, die durch einen einzelnen Gebäudetrakt führen, oft in Form eines überbauten Torbogens. Entweder die Durchfahrt liegt oberhalb einer Straße oder der Durchgang führt in einen Hinterhof, der mit einer Straße verbunden ist.

## Größere Baukomplexe
| Foto |                 | Baujahr | Name                                             | Standort                                                                                   | Beschreibung | Metadaten                                                                        |
| ---- | --------------- | ------- | ------------------------------------------------ | ------------------------------------------------------------------------------------------ | --- | -------------------------------------------------------------------------------- |
| ja   | Datei hochladen |         | Altes Rathaus HERIS-ID: 26020 Objekt-ID: 22474   | 1., zwischen Wipplingerstraße, Salvatorgasse und Stoß im Himmel Standort                   | heutiges Erscheinungsbild aus der Zeit um 1700, in einem der Höfe befindet sich der Andromedabrunnen                                                                         | P84(Architekt):Johann Bernhard Fischer von Erlach P131(Ort):Wien Region-ISO:AT-9 |
| ja   | Datei hochladen | 1279    | Hofburg                                          | 1., mehrere Straßen der Umgebung Standort                                                  | Mit 24 Hektar der flächengrößte nichtreligiöse Baukomplex Europas, die einzelnen Trakte stehen jeweils unter Denkmalschutz                                                   | P84(Architekt):Filiberto Lucchese P131(Ort):Innere Stadt Region-ISO:AT-9         |
| ja   | Datei hochladen | 1160    | Schottenstift HERIS-ID: 103701 Objekt-ID: 120228 | 1., Freyung 6 – Helferstorferstraße 2 und 4 Standort                                       | Heutiges Erscheinungsbild aus den Jahren 1826–1832. Die Verbindungen zum Platz vor der Kirche und in die Helferstorferstraße gehen über zwei Höfe.                           | P84(Architekt): P131(Ort):Innere Stadt Region-ISO:AT-9                           |
| ja   | Datei hochladen | 2001    | Museumsquartier                                  | 7., Museumsplatz 1 – Mariahilfer Straße 2 – Breite Gasse 4 – Burggasse 1–3 Standort        | Ehemalige Hofstallungen, später Messepalast, seit dem Umbau 2001 ist (über eine Street Art Passage) ein Durchgang in die Breite Gasse möglich                                | P84(Architekt): P131(Ort):Neubau Region-ISO:AT-9                                 |
| ja   | Datei hochladen |         | Altes AKH HERIS-ID: 21560 Objekt-ID: 17880       | 9., Alser Straße 2 – Spitalgasse 2 – Sensengasse – Garnisongasse – Rotenhausgasse Standort | Im späten 17. Jahrhundert / frühen 18. Jahrhundert errichtetes ehemaliger Spitalskomplex (heute Campus der Universität Wien), Verbindungen in die Nebengassen über neun Höfe | P84(Architekt): P131(Ort):Alsergrund Region-ISO:AT-9                             |

## Passagen durch ein Gebäude (Durchhäuser im engeren Sinn)
| Foto |                 | Baujahr | Name                                                                       | Standort                                                         | Beschreibung | Metadaten                                                                    |
| ---- | --------------- | ------- | -------------------------------------------------------------------------- | ---------------------------------------------------------------- | --- | ---------------------------------------------------------------------------- |
| ja   | Datei hochladen | 1842    | Domherrenhof HERIS-ID: 5721 Objekt-ID: 1592                                | 1., Stephansplatz 5 – Domgasse 2 Standort                        | Zwei Durchgänge mit stuckierten Platzlgewölben vor und hinter einem kleinen Lichthof | P84(Architekt):Leopold Mayr P131(Ort):Innere Stadt Region-ISO:AT-9           |
| ja   | Datei hochladen | 1860    | Ferstel-Passage HERIS-ID: 32982 Objekt-ID: 30265                           | 1., Herrengasse 14 – Freyung 2 Standort                          | Bei der Ladenpassage zwischen Freyung und Herrengasse wechseln Kreuzrippengewölbe mit einem segmentbogigen Glasdach ab. Zur Herrengasse hin mündet die Passage in einen sechseckigen Hof, in dem sich der Donaunixenbrunnen befindet. | P84(Architekt):Heinrich von Ferstel P131(Ort):Innere Stadt Region-ISO:AT-9   |
| ja   | Datei hochladen |         | Heiligenkreuzerhof HERIS-ID: 40798 Objekt-ID: 40838                        | 1., Grashofgasse 3 – Schönlaterngasse 5 Standort                 | Der Wohnkomplex mit Kapelle und Prälaturgebäude stammt in der heutigen Form aus dem 17./18. Jahrhundert und ist um einen Hof mit zwei Durchgängen gruppiert. | P84(Architekt): P131(Ort):Wien Region-ISO:AT-9                               |
| ja   | Datei hochladen | 1902    | Ignaz Leopold Depauli’sches Stiftungshaus HERIS-ID: 30767 Objekt-ID: 27533 | 1., Ignaz-Seipel-Platz 3a – Wollzeile 25 Standort                | Das späthistoristische Haus ist die Verbindung zwischen der Wollzeile und dem Komplex der Alten Universität. | P84(Architekt): P131(Ort):Innere Stadt Region-ISO:AT-9                       |
| ja   | Datei hochladen |         | Schmeckender-Wurm-Hof HERIS-ID: 30752 Objekt-ID: 27517                     | 1., Wollzeile 5 – Lugeck 5 Standort                              | Zwischen den tonnengewölbten Einfahrten erstreckt sich ein Hof mit Ladenpassage. | P84(Architekt): P131(Ort):Innere Stadt Region-ISO:AT-9                       |
| ja   | Datei hochladen | 1896    | Van-Swieten-Hof HERIS-ID: 47477 Objekt-ID: 50557                           | 1., Rotenturmstraße 19 – Rotgasse 6 Standort                     | Der Durchgang ist ein achteckiges, arkadengegliedertes Vestibül mit Glasdach und einem freistehenden Portiershäuschen | P84(Architekt): P131(Ort):Innere Stadt Region-ISO:AT-9                       |
| ja   | Datei hochladen | 1842    | Zwettlerhof (Großer Zwettlhof) HERIS-ID: 23877 Objekt-ID: 20245            | 1., Stephansplatz 6 – Wollzeile 4 Standort                       | Im Zwettlerhof, der das Dom- und Diözesanmuseum beherbergt gibt es von beiden Seiten jeweils zwei parallele Durchgänge mit Platzlgewölben und Stichkappentonnen, die zu einem Innenhof führen. | P84(Architekt):Leopold Mayr P131(Ort):Innere Stadt Region-ISO:AT-9           |
| ja   | Datei hochladen | 1874    | HERIS-ID: 66497 Objekt-ID: 79381                                           | 1., Graben 27 – Petersplatz 2 – Goldschmiedgasse 9 Standort      | Die Passage führt durch einen überdachten Innenhof, ist durch Doppelpilaster gegliedert und hat Tambourkuppeln zwischen Gurtbögen mit Lünettengittern. | P84(Architekt): P131(Ort):Innere Stadt Region-ISO:AT-9                       |
| ja   | Datei hochladen | 1847    | HERIS-ID: 30754 Objekt-ID: 27519                                           | 1., Wollzeile 9 – Bäckerstraße 4 Standort                        | Der Durchgang geht durch einen Innenhof mit gusseisern verglasten Pawlatschen an den Schmalseiten. | P84(Architekt): P131(Ort):Innere Stadt Region-ISO:AT-9                       |
| ja   | Datei hochladen |         |                                                                            | 2., Praterstraße 60 – Czerningasse 17 Standort                   | Der Durchgang geht durch drei kleine seitliche Lichthöfe des 1911 errichteten Gebäudes Praterstraße 60 in den Straßenhof über, der von den 1886 erbauten Häusern Czerningasse 17 und 19 gebildet wird. | P84(Architekt): P131(Ort):                                                   |
| ja   | Datei hochladen | 1914    |                                                                            | 2., Taborstraße 8 – Große Mohrengasse 3 Standort                 | Durchgang rechts des Haupttraktes des Hotelgebäudes, er verläuft durch einen kleinen und einen mittig gelegenen größeren Hof | P84(Architekt): P131(Ort):                                                   |
| ja   | Datei hochladen | 1914    |                                                                            | 2., Taborstraße 8b – Große Mohrengasse 3b Standort               | Durchgang links des Haupttraktes des Hotelgebäudes, er verläuft durch einen kleinen und einen mittig gelegenen größeren Hof | P84(Architekt): P131(Ort):                                                   |
| ja   | Datei hochladen |         | Sünnhof HERIS-ID: 11600 Objekt-ID: 7707                                    | 3., Landstraßer Hauptstraße 28 – Ungargasse 13 Standort          | In den beiden mit jeweils einer Maske und Geniefiguren geschmückten Eingängen zur langgestreckten Ladenpassage gibt es jeweils zwei Nischen mit Heiligenfiguren. | P84(Architekt): P131(Ort):Landstraße Region-ISO:AT-9                         |
| ja   | Datei hochladen | 1874    | Adlerhof                                                                   | 7., Siebensterngasse 46 – Burggasse 51 Standort                  | Das Durchhaus führt über arkaden- und pilastergegliederte Eingänge durch fünf Höfe und vier kleinere Lichthöfe. | P84(Architekt):Carl Stephann P131(Ort):Wien Region-ISO:AT-9                  |
| ja   | Datei hochladen |         | Amerlinghaus HERIS-ID: 30675 Objekt-ID: 27433                              | 7., Stiftgasse 8 – Schrankgasse 1 Standort                       | Die beiden Eingänge dieses aus der Zeit um 1700 stammenden Bürgerhauses führen zu einem langgestreckten Hof mit Pawlatschen. | P84(Architekt): P131(Ort):Neubau Region-ISO:AT-9                             |
| ja   | Datei hochladen |         | Schottendurchhaus HERIS-ID: 30228 Objekt-ID: 26962                         | 7., Neustiftgasse 16 – Lerchenfelder Straße 13 Standort          | Das spätklassizistische Haus führt durch drei langgestreckte Höfe mit triumphbogenartigen, kreuzgratgewölbten Pfeilerdurchgängen. | P84(Architekt): P131(Ort):Wien Region-ISO:AT-9                               |
| ja   | Datei hochladen | 1858    | Melker Hof HERIS-ID: 47798 Objekt-ID: 51113                                | 8., Florianigasse 40 – Laudongasse 33 – Lederergasse 23 Standort | Das frühhistoristische Zinshaus hat drei Höfe zwischen Florianigasse und Laudongasse und seitlich einen unregelmäßigen hof Richtung Lederergasse, die durch tonnengewölbte hohe Durchgänge verbunden sind. Auf einem der Durchgänge ist ein Elefantenrelief aus der Zeit um 1800, das wohl ursprünglich ein Hauszeichen war. Anmerkung: Nur der Eingang Lederergasse 23 steht offen, die beiden anderen sind ausschließlich von Innen nach Außen passierbar. | P84(Architekt): P131(Ort):Josefstadt Region-ISO:AT-9                         |
| ja   | Datei hochladen | 1904    | Schwarzspanierhaus oder Schwarzspanierhof HERIS-ID: 25912 Objekt-ID: 22363 | 9., Schwarzspaniergasse 15 – Beethovengasse Standort             | Durchgang von der Schwarzspanierstraße in den Hof, ein weiterer Durchgang führt in eine von Trakten der Anlage flankierte Gasse, die die verlängerte Beethovengasse darstellt und von dieser durch ein Gitter getrennt ist. | P84(Architekt):Gustav Flesch-Brunningen P131(Ort):Alsergrund Region-ISO:AT-9 |

## Passagen durch mehrere Gebäude
| Foto |                 | Baujahr | Name                               | Standort                                                                                  | Beschreibung | Metadaten                                            |
| ---- | --------------- | ------- | ---------------------------------- | ----------------------------------------------------------------------------------------- | --- | ---------------------------------------------------- |
| ja   | Datei hochladen |         | Fähnrichshof                       | 1., Singerstraße 11 – Blutgasse 3, 9 Standort                                             | Der Fähnrichhof ist ein Komplex mehrerer (einzeln unter Denkmalschutz stehender) Häuser aus dem 16.–18. Jahrhundert mit mittelalterlichem Kern, in dem Durchgänge mit Höfen zwischen Blutgasse und Singerstraße verlaufen. Weitere Durchgänge gibt es Richtung Grünangergasse und (durch ein 1961 errichtetes Gebäude) in die Nikolaigasse. | P84(Architekt): P131(Ort):                           |
| ja   | Datei hochladen |         | Michaeler-Durchgang                | 1., Michaelerplatz 6 – Habsburgergasse 14 Standort                                        | Durchgang zwischen dem denkmalgeschützten Kleinen Michaelerhaus und dem Gusterhaus (Wohnhaus des Kustos) in der Habsburgergasse. Die Ladenpassage führt teilweise an der Seitenfassade von St. Michael vorbei. | P84(Architekt): P131(Ort):                           |
| ja   | Datei hochladen |         | Czernin-Passage                    | 2., Praterstraße 52 – Czerningasse 9 Standort                                             | Diese Passage geht durch zwei langgestreckte Höfe von im späteren 19. Jahrhundert gebauten Häusern, der czerningassenseitige Hof wird nach einer Nischenfigur des Hl. Florian Florianihof genannt. Oberhalb der Eingänge auf beiden Seiten dieses Hofes ist die Adresse Czerningasse 9 in schmiedeeiserner Form angebracht. | P84(Architekt): P131(Ort):                           |
| ja   | Datei hochladen |         | Passage Jägerzeile                 | 2., Praterstraße 42 – Czerningasse 7/7a Standort                                          | Der Durchgang geht durch zwei Höfe, der zweite Hof des frühhistoristischen Hauses Praterstraße 42 (mit erhaltenem Backstein-Pferdestall) geht, nur durch eine Pergola getrennt, in den Hof des gleichfalls um 1860 erbauten Hauses in der Czerningasse über. Dieses hat einen flankierenden Nebentrakt aus dem Jahr 1960 mit einem Sgraffito, das auf die Sage Schab den Rüssel Bezug nimmt. | P84(Architekt): P131(Ort):                           |
| ja   | Datei hochladen |         | HERIS-ID: 11594 Objekt-ID: 7700    | 3., Kundmanngasse 35 – Rochuspark Standort                                                | 1991 wurde ein Durchgang vom Hof des Ende des 18. Jahrhunderts erbauten Hauses zum Rochuspark mit der U-Bahn-Station Rochusgasse eröffnet, der durch einen Torbogen führt. Vom Park führt eine Einkaufspassage zur Landstraßer Hauptstraße und ein Durchgang durch eine Pergola zur Erdbergstraße. An letzterer ist seit 2020 ein Schild angebracht, das diese Wege als Durchgang Rostbraten bezeichnet und sich auf ein um 1800 hier befindliches Gasthaus bezieht. Außerdem ist ein Zugang zum Nachbarhaus Kundmanngasse 37 möglich. | P84(Architekt): P131(Ort):Landstraße Region-ISO:AT-9 |
| ja   | Datei hochladen |         |                                    | 3., Ungargasse 27 – Ida-Pfeiffer-Weg (Friedrich-Gulda-Park) Standort                      | Die Passage geht durch den Hof des 1837 errichteten Gebäudes (Neuer Streicherhof) und einer daran anschließenden um 2010 errichteten Wohnhausanlage in den Park, dieser wiederum ist zur Pfarrhofgasse offen. | P84(Architekt): P131(Ort):                           |
| ja   | Datei hochladen |         | Schlossquadrat                     | 5., Margaretenplatz 2–3 – Schlossgasse 21 Standort                                        | Dieser Durchgang geht durch das ehemalige Margaretner Schloss, das 1786 mitsamt seinem Garten parzelliert wurde. Die Bausubstanz des Schlosses ist in den anschließend entstandenen (einzeln unter Denkmalschutz stehenden) Gebäuden noch vorhanden. | P84(Architekt): P131(Ort):                           |
| ja   | Datei hochladen | 1863    | Raimundhof (Zum goldenen Hirschen) | 6., Mariahilfer Straße 45 – Windmühlgasse 20 Standort                                     | Der Durchgang verbindet über fünf hintereinandergelegte Höfe das 1863 erbaute Haus Windmühlgasse 20 mit dem gleichzeitig neu fassadierten Haus Mariahilfer Straße 45 (Geburtshaus Ferdinand Raimunds, unter Denkmalschutz), so dass es wie ein Gebäude wirkt. | P84(Architekt): P131(Ort):                           |
| ja   | Datei hochladen |         | Schulhofpassage                    | 6., Mariahilfer Straße 101 – Schmalzhofgasse 14 Standort                                  | Der Durchgang verbindet das 1856 erbaute Haus an der Mariahilfer Straße über fünf Höfe mit dem 1826 erbauten Haus in der Schmalzhofgasse. Anmerkung: Der untere Eingang bei der Schmalzhofgasse ist aufgrund einer baulichen Adaptierung seit 2020 nicht mehr geöffnet. Damit ist das Haus nicht mehr als Durchhaus benutzbar. Auch der früher vorhandene Schriftzug Schulfhof-Passage über dem Portal wurde im Zuge der Baumaßnahmen entfernt.                                                                                        | P84(Architekt): P131(Ort):                           |
| ja   | Datei hochladen |         |                                    | 18., Gentzgasse 21 – Währinger Straße 100 Standort                                        | Die Ladenpassage zwischen den beiden späthistoristischen Häusern, die durch drei Trakte verläuft, wurde 2016 saniert und neu eröffnet. | P84(Architekt): P131(Ort):                           |
| ja   | Datei hochladen |         |                                    | 23., Atzgersdorfer Kirchenplatz 6 – Levasseurgasse 4a – Breitenfurter Straße 230 Standort | Durch das denkmalgeschützte, aus dem späten 18. Jahrhundert stammende Bürgerhaus Atzgersdorfer Kirchenplatz 6 führt ein offener Durchgangsbereich mit einer Seitenabzweigung zur Levasseurgasse zu Bauten aus den 2010er-Jahren mit einem Durchgang zur Breitenfurter Straße. | P84(Architekt): P131(Ort):                           |

## Einfache Durchgänge oder -fahrten
| Foto |                 | Baujahr | Name                                                             | Standort                                          | Beschreibung                                                                                                   | Metadaten                                                |
| ---- | --------------- | ------- | ---------------------------------------------------------------- | ------------------------------------------------- | --- | -------------------------------------------------------- |
| ja   | Datei hochladen |         | Alte Universität HERIS-ID: 103129 Objekt-ID: 119587              | 1., Bäckerstraße Standort                         | Zwei Durchfahrtsbögen über der Bäckerstraße, parallel zu dieser eine Fußgängerpassage                          | P84(Architekt): P131(Ort):Innere Stadt Region-ISO:AT-9   |
| ja   | Datei hochladen |         | HERIS-ID: 47361 Objekt-ID: 50347                                 | 1. Franziskanerplatz 5 Standort                   | Rundbogiger Durchgang, über den die Ballgasse in den Franziskanerplatz einmündet                               | P84(Architekt): P131(Ort):Innere Stadt Region-ISO:AT-9   |
| ja   | Datei hochladen |         | HERIS-ID: 40741 Objekt-ID: 40768                                 | 1., Kleeblattgasse 9 – Kurrentgasse 10 Standort   | Durchgang zwischen Kurrentgasse und Kleeblattgasse                                                             | P84(Architekt): P131(Ort):Innere Stadt Region-ISO:AT-9   |
| ja   | Datei hochladen | 1890    | Productenbörse HERIS-ID: 8478 Objekt-ID: 4432                    | 2., Taborstraße 10 – Große Mohrengasse 5 Standort | Durchgang zwischen Taborstraße und Großer Mohrengasse durch einen Trakt in der Taborstraße und einen Seitenhof | P84(Architekt):Karl König P131(Ort):Wien Region-ISO:AT-9 |
| ja   | Datei hochladen | 1838    | Traunsches Haus HERIS-ID: 11740 Objekt-ID: 7854                  | 3., Salesianergasse 4 – Traungasse Standort       | Zweibogige Durchfahrt, durch die die Traungasse in die Salesianergasse einmündet                               | P84(Architekt): P131(Ort):Landstraße Region-ISO:AT-9     |
| ja   | Datei hochladen |         | Durchhaus am Spittelauer Platz                                   | 9., Spittelauer Platz 5 Standort                  | Durchfahrt zur Ingen-Housz-Gasse, Teil des um 1910 angelegten Ensembles Spittelauer Platz                      | P84(Architekt): P131(Ort):                               |
| ja   | Datei hochladen | 1915    | Straßenbahn-Endstation Grinzing HERIS-ID: 48961 Objekt-ID: 52540 | 19., Himmelstraße 5 / Straßergasse Standort       | Zweibogige Durchfahrt mit Stichkappentonnen, eine Durchfahrt für die Straßenbahn, ein Durchgang für Fußgänger  | P84(Architekt): P131(Ort):Döbling Region-ISO:AT-9        |

## Nach 1920
Nach 1920 spielte der soziale Wohnbau eine größere Rolle, es entstanden größere Anlagen in Blockrandbebauung (oft auch mit mehreren Eingängen, aber selten öffentlich zugänglich), ab den 1950er-Jahren wurde teilweise die Blockrandbebauung überhaupt aufgegeben, so dass die begriffliche Abgrenzung an Klarheit verliert. Es gibt aber noch Beispiele aus der Zwischen- oder Nachkriegszeit, wo Häuser den „klassischen“ Durchhäusern entsprechen: sie befinden sich innerhalb eines Häuserblocks und bieten Zugänge zu parallel verlaufenden Straßen. Ein Beispiel wäre die städtische Wohnhausanlage Therese-Schlesinger-Hof (8., Schlösselgasse 14 – Wickenburggasse 15, erbaut 1929/30 von Cesar Poppovits ⊙).Im Professor-Jodl-Hof (19., erbaut 1925/26 ⊙) wird der Döblinger Gürtel zum Innenhof und endet unspektakulär als Seitengasse zur Guneschgasse. Ein anderes Beispiel aus dem Jahr 1956 ist das Gebäude, in dem sich das Römermuseum befindet (1., Hoher Markt 3 – Landskrongasse 6 ⊙).
Einiger Beliebtheit erfreuten sich in den 1950er-Jahren quer über eine Straße liegende Gebäudetrakte, etwa bei der Wohnhausanlage Laurenzgasse 14–18 über die Hauslabgasse (5. Bezirk, aus dem Jahr 1951 ⊙). Ein Beispiel mit gleich zwei Durchfahrten (über die Zaunergasse) ist der Anton-Schmid-Hof aus dem Jahr 1953 (3., Zaunergasse 5–7, Zaunergasse 12–14 u. a. ⊙). In einem Fall wurde dadurch erst die Straßeneinmündung ermöglicht: dort wo der Kurt-Steyrer-Hof steht (3., Landstraßer Hauptstraße 92–94 ⊙) befand sich bis etwa 1900 das Palais Arenberg, erst mit dem Durchhaustrakt konnte 1955 die Neulinggasse mit der Landstraßer Hauptstraße verbunden werden.